# Nicolae Rădescu
Nicolae Rădescu, romunski general, * 1874, † 1953.